# Martín Cartagena
Martín Sebastián Cartagena Escobar ( Quito, Ecuador, 2 de abril de 1996) es un futbolista ecuatoriano. Juega como volante y su último equipo profesional fue el Cumbaya F.C. de la Segunda Categoría de Ecuador en el año 2019; el equipo actualmente participa en la Serie A de Ecuador.

## Clubes
| Club             | País    | Año       |
| ---------------- | ------- | --------- |
| Deportivo Quito  | Ecuador | 2008-2015 |
| América de Quito | Ecuador | 2015-2016 |
| C.D. UDLA        | Ecuador | 2016-2017 |
| Atlético Kin     | Ecuador | 2017-2018 |
| Cumbaya F.C.     | Ecuador | 2018-2020 |

## Palmarés
| Título                                                        | Equipo       | País    | Año  |
| ------------------------------------------------------------- | ------------ | ------- | ---- |
| Campeonato Copa Pichincha 2017                                | C.D. UDLA    | Ecuador | 2017 |
| Vicecampeonato Provincial Segunda Categoría de Pichincha 2018 | Cumbaya F.C. | Ecuador | 2018 |
| Campeonato Provincial Segunda Categoría de Pichincha 2019     | Cumbaya F.C. | Ecuador | 2019 |

### Distinciones individuales
| Distinción                   | Año  |
| ---------------------------- | ---- |
| Mejor Jugador Categoría 1996 | 2008 |